# Минагава, Хироси
Хироси Минагава (яп. 皆川 裕史, 1970) — японский геймдизайнер, художественный и графический директор, наиболее известный по созданию ролевых игр компании Square Enix.

## Биография
В 1991 году Минагава пошёл работать в небольшую студию по производству компьютерных игр под названием Quest, где сразу же получил задание возглавить создание аркады Magical Chase для платформы PC Engine. Одновременно с этим он познакомился с двумя другими ключевыми сотрудниками Ясуми Мацуно и Акихико Ёсидой, а в 1993 году принял активное участие в реализации главного их проекта — Ogre Battle: The March of the Black Queen для Super Famicom, отвечая за графический дизайн и все визуальные эффекты. Эта ролевая игра своей сложной концепцией значительно отличалась от прочих простых аркад студии, и их команда разработчиков получила некоторую известность в индустрии. Спустя два года они выпустили продолжение Tactics Ogre: Let Us Cling Together, тоже снискавшее похвалу у критиков.
Талант молодых авторов оценила и компания Square, уже давно обосновавшаяся на рынке ролевых игр, поэтому в 1995 году Минагава получил от неё выгодное предложение и вместе с коллегами по Quest перешёл на постоянное место работы туда. Имея в новых условиях гораздо больше возможностей, в 1997 году они создали Final Fantasy Tactics для PlayStation, которую многие обозреватели впоследствии не раз называли в числе лучших тактических ролевых игр. В 2000 году Минагава прорабатывал внешний вид Vagrant Story, позже отвечал за графику в Final Fantasy Tactics Advance.
Если раньше их команда занималась в основном второстепенными продуктами компании, ответвлениями и спин-оффами, то в 2001 году им впервые доверили номерную часть серии Final Fantasy — многобюджетную Final Fantasy XII. Изначально разработкой руководил Мацуно, но из-за болезни ему пришлось отойти от дел, и должность главных дизайнеров заняли Минагава и Хироюки Ито. Двенадцатая часть, вышедшая спустя пять лет в 2006 году, была встречена критиками крайне положительно, например, ведущий японский игровой журнал Famitsu дал ей максимальную оценку в 40 баллов, которая до этого присуждалась только пяти играм. Минагава также поучаствовал в создании международной версии этой игры — Final Fantasy XII International Zodiac Job System, а в 2007 году работал в качестве арт-директора в Final Fantasy Tactics A2: Grimoire of the Rift.
На тот момент Мацуно уже покинул компанию, поэтому фактически их знаменитая команда распалась, однако дружеские отношения между ними сохранились, и в 2010 году они вновь объединили свои усилия для создания ремейка Tactics Ogre: Let Us Cling Together для портативной платформы PlayStation Portable. Минагава отмечал в интервью, что ему очень хотелось бы поработать с Мацуно ещё, но тот вскоре перешёл в компанию Level-5, и возможность возобновления сотрудничества стала маловероятной. В 2010 году Хироси Минагава работал над графическим дизайном в массовой многопользовательской онлайн-игре Final Fantasy XIV, куда его пригласили после полной реорганизации команды разработчиков. Новый руководитель этого проекта Наоки Ёсида пояснил это назначение тем, что в плане проработки графического интерфейса нет никого лучше Минагавы.
Занимаясь разработкой какой-либо игры, Минагава, по собственному признанию, всегда старается представить себя в роли игрока и мысленно прочувствовать все ощущения, возникающие в ходе игрового процесса. Он неоднократно говорил, что при создании какой-либо игры его в большей степени волнует мнение игроков и критиков, нежели количество проданных копий.

## Участие в проектах
| Дата | Наименование игры                                 | Платформа                           | Участие                                                         |
| ---- | ------------------------------------------------- | ----------------------------------- | --------------------------------------------------------------- |
| 1991 | Magical Chase                                     | PC Engine, TurboGrafx-16            | Арт-директор, геймдизайнер                                      |
| 1993 | Ogre Battle: The March of the Black Queen         | Super Nintendo Entertainment System | Арт-директор, графический дизайнер, визуальные эффекты сражений |
| 1995 | Tactics Ogre: Let Us Cling Together               | Super Nintendo Entertainment System | Арт-директор, графический дизайнер, визуальные эффекты сражений |
| 1997 | Final Fantasy Tactics                             | PlayStation                         | Арт-директор, постановщик                                       |
| 2000 | Vagrant Story                                     | PlayStation                         | Арт-директор, модели персонажей и интерфейс                     |
| 2000 | Final Fantasy IX                                  | PlayStation                         | Особая благодарность в титрах                                   |
| 2003 | Final Fantasy Tactics Advance                     | Game Boy Advance                    | Художественный руководитель                                     |
| 2006 | Final Fantasy XII                                 | PlayStation 2                       | Режиссёр, визуальные эффекты и текстуры персонажей              |
| 2007 | Final Fantasy Tactics: The War of the Lions       | PlayStation Portable                | Руководитель                                                    |
| 2007 | Final Fantasy XII International Zodiac Job System | PlayStation 2                       | Режиссёр, визуальные эффекты и текстуры персонажей              |
| 2007 | Final Fantasy Tactics A2: Grimoire of the Rift    | Nintendo DS                         | Ответственный за графический дизайн                             |
| 2009 | Gyromancer                                        | Xbox 360, Windows                   | Особая благодарность в титрах                                   |
| 2010 | Final Fantasy XIV                                 | Windows, PlayStation 3              | Автор пользовательского интерфейса                              |
| 2010 | Tactics Ogre: Let Us Cling Together               | PlayStation Portable                | Режиссёр, художественный руководитель, графический дизайнер     |